# Pic de l'Huile
Le pic de l'Huile est un sommet situé en France sur le territoire de la commune de La Table, dans le département de la Savoie en région Auvergne-Rhône-Alpes.
Culminant à 926 m d'altitude, il constitue l'extrémité du plateau de l'Huile surplombant le val Gelon dans la combe de Savoie au nord-ouest et de la vallée des Huiles au sud-est.

## Toponymie
Le toponyme « Huile » est issu du patois savoyard Ullie ou Huille désignant une « aiguille »,, le pic de l'Huile pouvant aussi parfois être dénommé « montagne de l'Aiguille ».

## Géographie

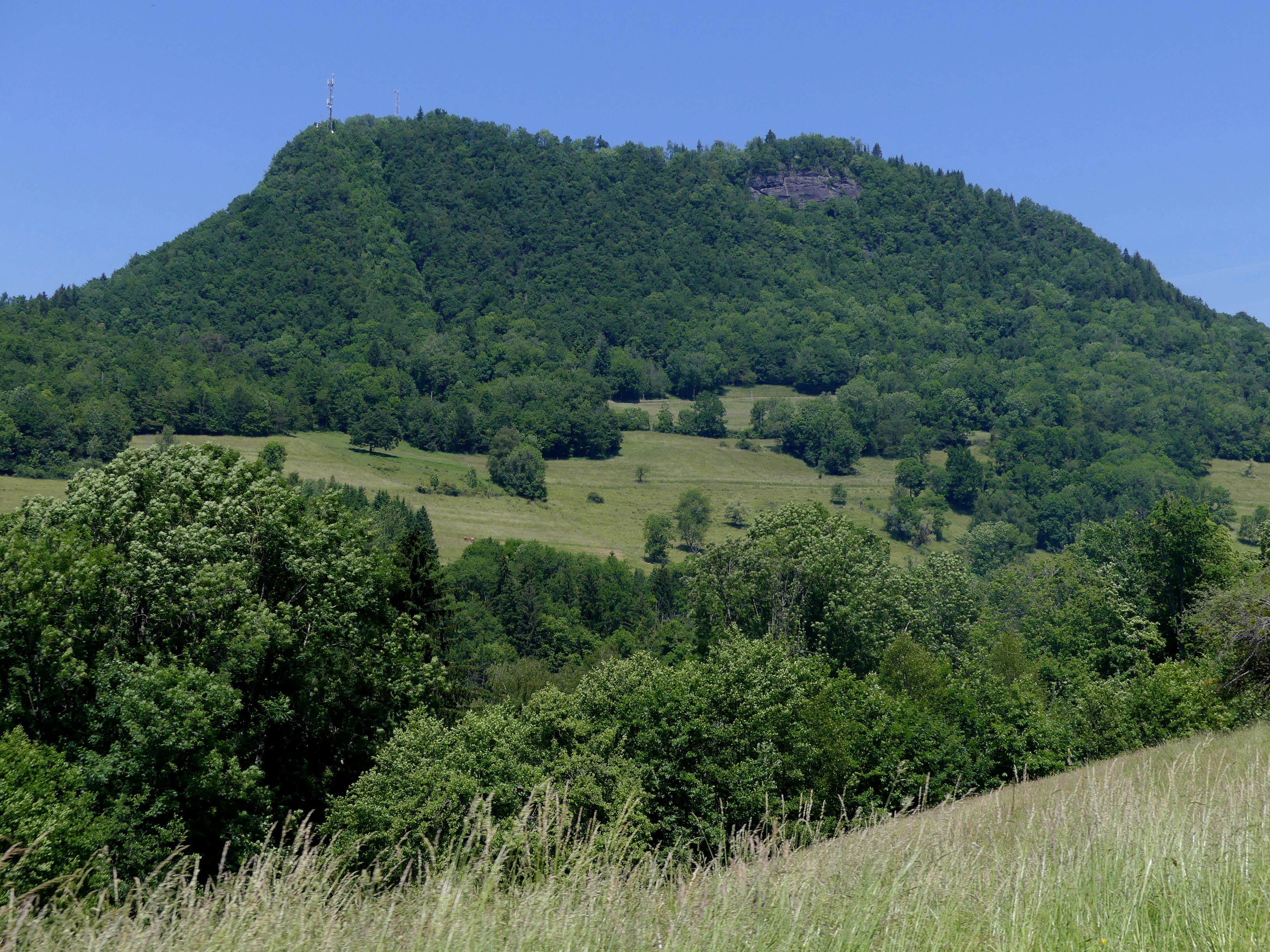
Le pic de l'Huile vu du sud.

Le pic de l'Huile est situé dans les Alpes françaises, dans le département de la Savoie.
Le sommet culmine à 926 mètres d'altitude en bordure de la chaîne de Belledonne, à l'extrémité du plateau de l'Huile, synclinal perché dans la vallée des Huiles qu'il surplombe,.
La vallée des Huiles représente la partie haute du val Gelon arrosé par le Gelon, entre la combe de Savoie à l'ouest et la vallée de la Maurienne à l'est.
Le pic de l'Huile est accessible par la route depuis le chef-lieu de la commune de La Table, lui-même accessible depuis la route départementale 207 reliant La Rochette au col du Grand Cucheron.

## Histoire
Au XIIe siècle est édifié sur le promontoire du plateau le château des Huiles, dont l'emplacement permettait notamment de surveiller la route menant au col du Grand Cucheron. Long de 100 mètres et large de 20 mètres, le château est flanqué de quatre tours autour du donjon primitif au cours du XVe siècle. Il est détruit par les troupes françaises au XVIIe siècle.